# Comptonella oreophila
Comptonella oreophila är en vinruteväxtart som först beskrevs av André Guillaumin, och fick sitt nu gällande namn av Thomas Gordon Hartley. Comptonella oreophila ingår i släktet Comptonella och familjen vinruteväxter. Utöver nominatformen finns också underarten C. o. longipes.